# Coppa Europa di sci alpino 2001
La Coppa Europa di sci alpino 2001 fu la 30ª edizione della manifestazione organizzata dalla Federazione Internazionale Sci.
La stagione maschile iniziò il 29 novembre 2000 a Levi, in Finlandia, e si concluse il 14 marzo 2001 a Piancavallo, in Italia; furono disputate 33 gare (8 discese libere, 6 supergiganti, 10 slalom giganti, 9 slalom speciali), in 14 diverse località. Lo svizzero Ambrosi Hoffmann si aggiudicò sia la classifica generale, sia quella di discesa libera; l'austriaco Stephan Görgl vinse quella di supergigante, il finlandese Sami Uotila quella di slalom gigante e l'austriaco Manfred Pranger quella di slalom speciale. L'austriaco Christoph Gruber era il detentore uscente della Coppa generale.
La stagione femminile iniziò il 5 dicembre 2000 a Bardonecchia, in Italia, e si concluse il 15 marzo 2001 a Piancavallo, ancora in Italia; furono disputate 32 gare (6 discese libere, 5 supergiganti, 10 slalom giganti, 11 slalom speciali), in 15 diverse località. La svizzera Lilian Kummer si aggiudicò sia la classifica generale, sia quella di slalom gigante; l'austriaca Ingrid Rumpfhuber vinse quella di discesa libera, l'italiana Barbara Kleon quella di supergigante e la finlandese Henna Raita quella di slalom speciale. L'austriaca Selina Heregger era la detentrice uscente della Coppa generale.

## Uomini

### Risultati
| Data             | Località                   | Nazione   | Spec. | Primo                    | Secondo                        | Terzo                          |
| ---------------- | -------------------------- | --------- | ----- | ------------------------ | ------------------------------ | ------------------------------ |
| 29 novembre 2000 | Levi                       | Finlandia | GS    | Sami Uotila              | Florian Seer                   | Beni Hofer                     |
| 30 novembre 2000 | Levi                       | Finlandia | GS    | Sami Uotila              | Jeff Piccard                   | Beni Hofer                     |
| 1º dicembre 2000 | Levi                       | Finlandia | SL    | Florian Seer             | Manfred Pranger                | Markus Larsson                 |
| 2 dicembre 2000  | Levi                       | Finlandia | SL    | Florian Seer             | Kilian Albrecht                | Manfred Pranger                |
| 12 dicembre 2000 | Alleghe                    | Italia    | GS    | Sami Uotila              | Patrick Holzer                 | Bjarne Solbakken               |
| 13 dicembre 2000 | Alleghe                    | Italia    | GS    | Florian Seer             | Davide Simoncelli              | Jeff Piccard                   |
| 19 dicembre 2000 | Sankt Moritz               | Svizzera  | DH    | Ambrosi Hoffmann         | Thomas Franz                   | Maurizio Feller                |
| 20 dicembre 2000 | Sankt Moritz               | Svizzera  | DH    | Ambrosi Hoffmann         | Roland Assinger                | Christian Greber               |
| 21 dicembre 2000 | Sankt Moritz               | Svizzera  | SG    | Ambrosi Hoffmann         | Roland Fischnaller             | Patrick Wirth                  |
| 12 gennaio 2001  | Saas-Fee                   | Svizzera  | GS    | Rainer Salzgeber         | Sami Uotila                    | Lasse Paulsen                  |
| 13 gennaio 2001  | Saas-Fee                   | Svizzera  | GS    | Sami Uotila              | Davide Simoncelli              | Didier Défago                  |
| 17 gennaio 2001  | Altenmarkt-Zauchensee      | Austria   | DH    | Maurizio Feller          | Klaus Kröll                    | Thomas Graggaber               |
| 18 gennaio 2001  | Altenmarkt-Zauchensee      | Austria   | DH    | Klaus Kröll              | Andreas Buder                  | Roland Assinger                |
| 19 gennaio 2001  | Altenmarkt-Zauchensee      | Austria   | SG    | Stephan Görgl            | Rainer Salzgeber               | Ambrosi Hoffmann               |
| 20 gennaio 2001  | Altenmarkt-Zauchensee      | Austria   | SG    | Hannes Reichelt          | Stephan Görgl                  | Rainer Salzgeber               |
| 22 gennaio 2001  | Donnersbachwald/Riesneralm | Austria   | SL    | Markus Larsson           | Rene Mlekuž                    | Kentarō Minagawa               |
| 23 gennaio 2001  | Donnersbachwald/Riesneralm | Austria   | SL    | Manfred Pranger          | Tom Rothrock                   | Pierre Egger                   |
| 25 gennaio 2001  | Courchevel                 | Francia   | GS    | Beni Hofer               | Sami Uotila                    | Rainer Salzgeber               |
| 25 gennaio 2001  | Courchevel                 | Francia   | GS    | Sami Uotila              | Mario Matt                     | Vincent Millet                 |
| 31 gennaio 2001  | Les Orres                  | Francia   | DH    | Norbert Holzknecht       | Ambrosi Hoffmann               | Klaus Kröll                    |
| 1º febbraio 2001 | Les Orres                  | Francia   | DH    | Sébastien Fournier-Bidoz | Ambrosi Hoffmann               | Norbert Holzknecht             |
| 2 febbraio 2001  | Les Orres                  | Francia   | SG    | Ambrosi Hoffmann         | Stephan Görgl                  | Konrad Hari                    |
| 11 febbraio 2001 | Pozza di Fassa             | Italia    | SL    | Manfred Pranger          | Tom Rothrock                   | Cristian Javier Simari Birkner |
| 12 febbraio 2001 | Pozza di Fassa             | Italia    | SL    | Tom Rothrock             | Andrej Miklavc Manfred Pranger |                                |
| 14 febbraio 2001 | Ravascletto                | Italia    | GS    | Beni Hofer               | Walter Girardi                 | Christoph Alster               |
| 15 febbraio 2001 | Ravascletto                | Italia    | GS    | Rainer Salzgeber         | Gauthier de Tessières          | Patrick Cogoli                 |
| 17 febbraio 2001 | Bad Wiessee                | Germania  | SL    | Didier Défago            | Truls Ove Karlsen              | Mitja Dragšič                  |
| 20 febbraio 2001 | Wildschönau                | Austria   | SL    | Mitja Dragšič            | Truls Ove Karlsen              | Tom Rothrock                   |
| 21 febbraio 2001 | Wildschönau                | Austria   | SL    | Kilian Albrecht          | Markus Ganahl                  | Mitja Dragšič Kurt Engl        |
| 6 marzo 2001     | Sestriere                  | Italia    | DH    | Norbert Holzknecht       | Ambrosi Hoffmann               | Andreas Buder                  |
| 7 marzo 2001     | Sestriere                  | Italia    | DH    | Klaus Kröll              | Roland Assinger                | Norbert Holzknecht             |
| 9 marzo 2001     | Sestriere                  | Italia    | SG    | Stephan Görgl            | Patrice Manuel                 | Ambrosi Hoffmann               |
| 14 marzo 2001    | Piancavallo                | Italia    | SG    | Jeff Piccard             | Norbert Holzknecht             | Ambrosi Hoffmann               |

Legenda:

DH = discesa libera

SG = supergigante

GS = slalom gigante

SL = slalom speciale

### Classifiche

#### Generale
| Pos. | Nome               | Nazione   | Punti |
| ---- | ------------------ | --------- | ----- |
| 1    | Ambrosi Hoffmann   | Svizzera  | 1057  |
| 2    | Stephan Görgl      | Austria   | 811   |
| 3    | Sami Uotila        | Finlandia | 736   |
| 4    | Beni Hofer         | Svizzera  | 630   |
| 5    | Norbert Holzknecht | Austria   | 628   |
| 6    | Florian Seer       | Austria   | 619   |
| 7    | Manfred Pranger    | Austria   | 559   |
| 8    | Rainer Salzgeber   | Austria   | 541   |
| 9    | Davide Simoncelli  | Italia    | 503   |
| 10   | Klaus Kröll        | Austria   | 453   |

#### Discesa libera
| Pos. | Nome               | Nazione  | Punti |
| ---- | ------------------ | -------- | ----- |
| 1    | Ambrosi Hoffmann   | Svizzera | 546   |
| 2    | Norbert Holzknecht | Austria  | 410   |
| 2    | Klaus Kröll        | Austria  | 410   |
| 4    | Roland Assinger    | Austria  | 333   |
| 5    | Maurizio Feller    | Italia   | 299   |

#### Supergigante
| Pos. | Nome             | Nazione  | Punti |
| ---- | ---------------- | -------- | ----- |
| 1    | Stephan Görgl    | Austria  | 439   |
| 2    | Ambrosi Hoffmann | Svizzera | 430   |
| 3    | Christoph Alster | Austria  | 201   |
| 4    | Hannes Reichelt  | Austria  | 200   |
| 5    | Matteo Berbenni  | Italia   | 196   |

#### Slalom gigante
| Pos. | Nome              | Nazione   | Punti |
| ---- | ----------------- | --------- | ----- |
| 1    | Sami Uotila       | Finlandia | 710   |
| 2    | Beni Hofer        | Svizzera  | 498   |
| 3    | Florian Seer      | Austria   | 419   |
| 4    | Davide Simoncelli | Italia    | 394   |
| 5    | Rainer Salzgeber  | Austria   | 363   |

#### Slalom speciale
| Pos. | Nome              | Nazione     | Punti |
| ---- | ----------------- | ----------- | ----- |
| 1    | Manfred Pranger   | Austria     | 550   |
| 2    | Tom Rothrock      | Stati Uniti | 398   |
| 3    | Mitja Dragšič     | Slovenia    | 285   |
| 4    | Truls Ove Karlsen | Norvegia    | 279   |
| 5    | Mika Marila       | Finlandia   | 231   |

## Donne

### Risultati
| Data             | Località         | Nazione    | Spec. | Prima                 | Seconda               | Terza                 |
| ---------------- | ---------------- | ---------- | ----- | --------------------- | --------------------- | --------------------- |
| 5 dicembre 2000  | Bardonecchia     | Italia     | SL    | Henna Raita           | Corina Grünenfelder   | Karin Köllerer        |
| 6 dicembre 2000  | Bardonecchia     | Italia     | SL    | Claudia Riegler       | Henna Raita           | Denise Karbon         |
| 7 dicembre 2000  | Serre Chevalier  | Francia    | SL    | Marlies Schild        | Christine Hargin      | Tina Maze             |
| 7 dicembre 2000  | Serre Chevalier  | Francia    | SL    | Marlies Schild        | Ingrid Salvenmoser    | Elisabeth Görgl       |
| 13 dicembre 2000 | Chamonix         | Francia    | GS    | Britt Janyk           | Stina Hofgård Nilsen  | Eveline Rohregger     |
| 14 dicembre 2000 | Chamonix         | Francia    | GS    | Lilian Kummer         | Karin Köllerer        | Tanja Poutiainen      |
| 21 dicembre 2000 | Les Orres        | Francia    | SG    | Barbara Kleon         | Julia Mancuso         | Floriane Paturel      |
| 22 dicembre 2000 | Les Orres        | Francia    | SG    | Karin Blaser          | Varvara Zelenskaja    | Floriane Paturel      |
| 10 gennaio 2001  | Tignes           | Francia    | SG    | Astrid Vierthaler     | Ingrid Rumpfhuber     | Tamara Müller         |
| 11 gennaio 2001  | Tignes           | Francia    | DH    | Sabrina Beer          | Ingrid Rumpfhuber     | Astrid Vierthaler     |
| 16 gennaio 2001  | Davos            | Svizzera   | GS    | Lilian Kummer         | Stina Hofgård Nilsen  | Henna Raita           |
| 17 gennaio 2001  | Davos            | Svizzera   | GS    | Lilian Kummer         | Stina Hofgård Nilsen  | Tanja Poutiainen      |
| 19 gennaio 2001  | Elbigenalp       | Austria    | SL    | Claudia Riegler       | Henna Raita           | Tina Maze             |
| 20 gennaio 2001  | Elbigenalp       | Austria    | SL    | Christine Sponring    | Hedda Berntsen        | Marina Huber          |
| 26 gennaio 2001  | Abetone          | Italia     | GS    | Caroline Pellat-Finet | Eveline Rohregger     | Elisabeth Görgl       |
| 31 gennaio 2001  | Pra Loup         | Francia    | DH    | Katja Wirth           | Marianna Salchinger   | Kristine Kristiansen  |
| 1º febbraio 2001 | Pra Loup         | Francia    | DH    | Ingrid Rumpfhuber     | Michaela Kofler       | Picabo Street         |
| 2 febbraio 2001  | Pra Loup         | Francia    | SG    | Barbara Kleon         | Janette Hargin        | Tanja Pieren          |
| 18 febbraio 2001 | Krompachy Plejsy | Slovacchia | GS    | Eveline Rohregger     | Caroline Pellat-Finet | Kristine Heggelund    |
| 19 febbraio 2001 | Krompachy Plejsy | Slovacchia | GS    | Lilian Kummer         | Kristine Heggelund    | Maddalena Planatscher |
| 21 febbraio 2001 | Ravascletto      | Italia     | GS    | Lilian Kummer         | Michaela Kofler       | Caroline Pellat-Finet |
| 22 febbraio 2001 | Ravascletto      | Italia     | SL    | Christine Sponring    | Monika Bergmann       | Henna Raita           |
| 23 febbraio 2001 | Ravascletto      | Italia     | SL    | Christine Sponring    | Henna Raita           | Christine Hargin      |
| 24 febbraio 2001 | Rogla            | Slovenia   | SL    | Monika Bergmann       | Henna Raita           | Špela Pretnar         |
| 26 febbraio 2001 | Rogla            | Slovenia   | SL    | Christine Sponring    | Geneviève Simard      | Špela Pretnar         |
| 27 febbraio 2001 | Wagrain          | Austria    | SL    | Lilian Kummer         | Selina Heregger       | Eveline Rohregger     |
| 6 marzo 2001     | Lenzerheide      | Svizzera   | DH    | Karine Meilleur       | Jenny Owens           | Ingrid Rumpfhuber     |
| 7 marzo 2001     | Lenzerheide      | Svizzera   | DH    | Monika Dumermuth      | Karin Blaser          | Martina Schild        |
| 12 marzo 2001    | Piancavallo      | Italia     | GS    | Maddalena Planatscher | Eveline Rohregger     | Kristine Heggelund    |
| 14 marzo 2001    | Piancavallo      | Italia     | SL    | Monika Bergmann       | Stefanie Wolf         | María José Rienda     |
| 15 marzo 2001    | Piancavallo      | Italia     | SG    | Astrid Vierthaler     | Monika Dumermuth      | Catherine Borghi      |
| 15 marzo 2001    | Piancavallo      | Italia     | SG    | Monika Dumermuth      | Patrizia Bassis       | Ingrid Rumpfhuber     |

Legenda:

DH = discesa libera

SG = supergigante

GS = slalom gigante

SL = slalom speciale

### Classifiche

#### Generale
| Pos. | Nome                  | Nazione   | Punti |
| ---- | --------------------- | --------- | ----- |
| 1    | Lilian Kummer         | Svizzera  | 672   |
| 2    | Eveline Rohregger     | Austria   | 653   |
| 3    | Ingrid Rumpfhuber     | Austria   | 598   |
| 4    | Henna Raita           | Finlandia | 576   |
| 5    | Michaela Kofler       | Austria   | 540   |
| 6    | Christine Sponring    | Austria   | 507   |
| 7    | Monika Bergmann       | Germania  | 502   |
| 8    | Barbara Kleon         | Italia    | 497   |
| 9    | Kristine Heggelund    | Norvegia  | 482   |
| 10   | Maddalena Planatscher | Italia    | 441   |

#### Discesa libera
| Pos. | Nome                 | Nazione  | Punti |
| ---- | -------------------- | -------- | ----- |
| 1    | Ingrid Rumpfhuber    | Austria  | 360   |
| 2    | Astrid Vierthaler    | Austria  | 278   |
| 3    | Katja Wirth          | Austria  | 222   |
| 4    | Kristine Kristiansen | Norvegia | 196   |
| 5    | Michaela Kofler      | Austria  | 190   |

#### Supergigante
| Pos. | Nome              | Nazione  | Punti |
| ---- | ----------------- | -------- | ----- |
| 1    | Barbara Kleon     | Italia   | 261   |
| 2    | Monika Dumermuth  | Svizzera | 180   |
| 3    | Ingrid Rumpfhuber | Austria  | 177   |
| 4    | Karin Blaser      | Austria  | 160   |
| 5    | Tanja Pieren      | Svizzera | 140   |

#### Slalom gigante
| Pos. | Nome                  | Nazione  | Punti |
| ---- | --------------------- | -------- | ----- |
| 1    | Lilian Kummer         | Svizzera | 672   |
| 2    | Eveline Rohregger     | Austria  | 558   |
| 3    | Kristine Heggelund    | Norvegia | 441   |
| 4    | Maddalena Planatscher | Italia   | 438   |
| 5    | Caroline Pellat-Finet | Francia  | 332   |

#### Slalom speciale
| Pos. | Nome               | Nazione       | Punti |
| ---- | ------------------ | ------------- | ----- |
| 1    | Henna Raita        | Finlandia     | 516   |
| 2    | Monika Bergmann    | Germania      | 502   |
| 3    | Christine Sponring | Austria       | 482   |
| 4    | Christine Hargin   | Svezia        | 369   |
| 5    | Claudia Riegler    | Nuova Zelanda | 282   |